# Acetabularia caliculus
Espèce
Acetabularia caliculus est une espèce d’algue verte de la famille des Polyphysaceae. Elle se rencontre dans les eaux tropicales et tempérées du globe.

## Description
Par leur physionomie caractéristique, les algues vertes du genre Acetabularia sont communément nommées les algues ombrelles.
Acetabularia caliculus croit indifféremment seule ou en groupe dont chaque algue est constituée d'une unique grande cellule avec un seul noyau.
L'algue est fixée au substrat par un crampon d'où par une longue et fine tige calcifiée terminée par un disque unique qui représente le corps de l'algue. Ce disque est en général en forme de coupe mais peut être parfois plat, sa teinte est vert vif et il est composé de 22 à 30 rayons.
La taille maximale que peut atteindre cette algue est de 7 cm  pour un diamètre de disque de l'ordre de 7 mm.

## Distribution & habitat
Acetabularia caliculus possède une large distribution et est présente dans toutes les mers tropicales et tempérées soit le long des côtes de l'Océan Atlantique occidental de la Caroline du Nord (États-Unis) au Brésil en passant par le Golfe du Mexique ainsi que la Mer des Caraïbes; en Mer Méditerranée, ainsi que le long des côtes de la péninsule ibérique et  des côtes africaines jusqu'en Namibie; dans tout l'Océan Indien et Pacifique, Mer Rouge incluse.
Elle affectionne les herbiers, les zones rocheuses, les récifs coralliens, les estuaires, les mangroves jusqu'à une profondeur de 20 m.

## Particularités diverses
La teinte verte de l'ombrelle est due à la présence de chlorophylle dans la cellule dont les besoins énergétiques sont donc satisfaits par la photosynthèse.
Si l'algue est divisée en deux parties, chacune de ces dernières sont capables de se régénérer et de donner deux algues distinctes même la partie qui ne possède pas le noyau.
Les algues ombrelle ont la capacité de capter le mercure présent dans l'eau de mer et de le concentrer dans ses tissus en polypeptides.